# Wim Van Diest
Wim Van Diest (2 maart 1977) is een Belgisch voetballer. Van Diest speelt als verdediger. Hij speelde met SK Lommel vijf seizoenen in Eerste Klasse.

## Carrière
| Seizoen | Club      | Land   | Competitie    | Wed. | Goals |
| ------- | --------- | ------ | ------------- | ---- | ----- |
| 2001/02 | Lommel SK | België | Eerste klasse | 20   | 0     |
| Totaal  | Totaal    | Totaal | Totaal        | 20   | 0     |